# ليام غوردون (لاعب كرة قدم)
ليام غوردون (بالإنجليزية: Liam Gordon)‏ هو لاعب كرة قدم بريطاني في مركز الدفاع، ولد في 15 مايو 1999 في لندن في المملكة المتحدة. لعب مع داغنهام وريدبريدج.

## وصلات خارجية
- ليام غوردون على موقع قاعدة بيانات كرة القدم.إي يو (الإنجليزية)
- ليام غوردون على موقع ناشيونال فوتبول تيمز (الإنجليزية)
- ليام غوردون على موقع Soccerway.com (الإنجليزية)